# Mercy Asiedu
Mercy Asiedu (nacida el 9 de mayo de 1971) es una veterana actriz ghanesa que ha contribuido al crecimiento de la industria cinematográfica de su país. Es conocida por su actuación en Concert Party y Asoreba.

## Carrera
Comenzó a actuar cuando era una adolescente, como parte del grupo Kristo Asafor Concert Party. Es conocida por los controvertidos papeles que ha interpretado en cine. Ha actuado en distintas películas de Kumawood, películas de Kumasi producidas en el dialecto local de los Akans, Twi. Ha participado en películas junto a Agya Koo, Lil Win, Kwaku Manu y Aboagye Brenya.

## Filmografía
- Obaakofou
- Sumsum Aware
- Kakra Yebedie
- Agya Koo Trotro
- Ghana Yonko
- Emaa doduo Kunu
- Oración divina
- Obi Yaa
- Sama Te fie
- Old Soldier

## Vida personal
Se casó en abril de 2017, con Nana Agyemang Badu Duah, jefa de Kunsu en el distrito sur de Ahafo Ano en la región de Ashanti. Tiene tres hijos.
En julio de 2016, se pronunció contra aquellos que hicieran afirmaciones de que ella había recaudado dinero para hacer campaña en favor del entonces partido gobernante Congreso Nacional Demócrata. En septiembre del mismo año, respaldó a la candidata presidencial del Nuevo Partido Patriótico, Nana Addo Dankwa Akufo-Addo.